# Heilsbach (Hardtbach)
Der Heilsbach ist ein Bach in Bonn, Stadtbezirk Hardtberg. Seine Gesamtlänge beträgt 1,79 Kilometer, sein Einzugsbereich umfasst 0,6 Quadratkilometer.

## Verlauf
Der Heilsbach entspringt im Derletal, einem Taleinschnitt südwestlich des alten Ortskerns von Duisdorf. Er durchfließt zunächst ein parkähnliches Naherholungsgebiet, wo er einige Teiche speist. Nach der Unterquerung des Konrad-Adenauer-Damms verläuft der Bach noch einige Meter in einem befestigten offenen Bett. Mit Erreichen des Ortsgebiets von Duisdorf wird der Heilsbach bis zu seiner Mündung in den Alten Bach in Lessenich unterirdisch geführt.
Der Dichbach ist ein Zufluss des Heilsbaches.

## Galerie

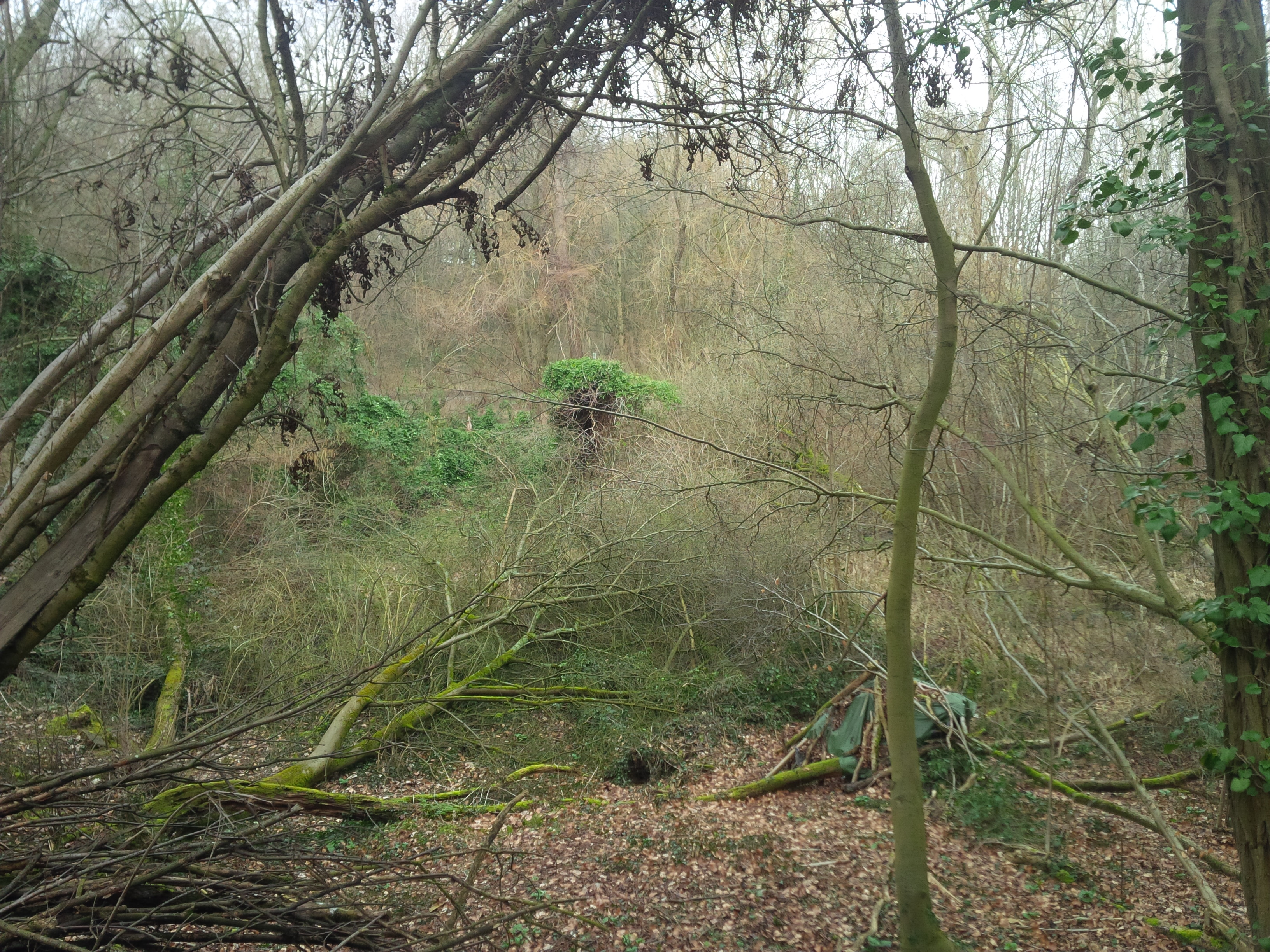
Flora im Bereich der Sumpfquelle des Heilsbaches im Derletal
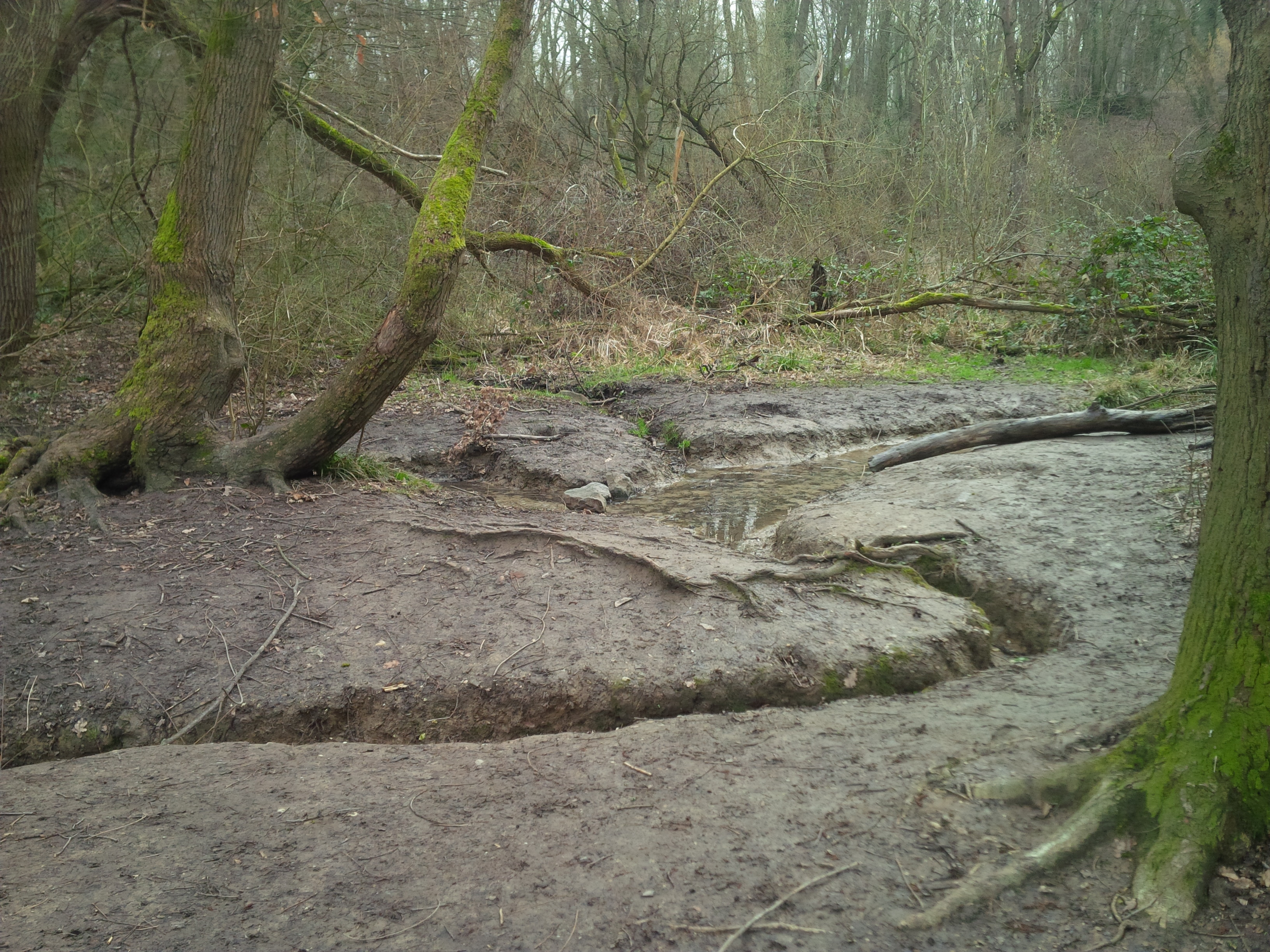
Der Heilsbach unterhalb seines Quellgebiets
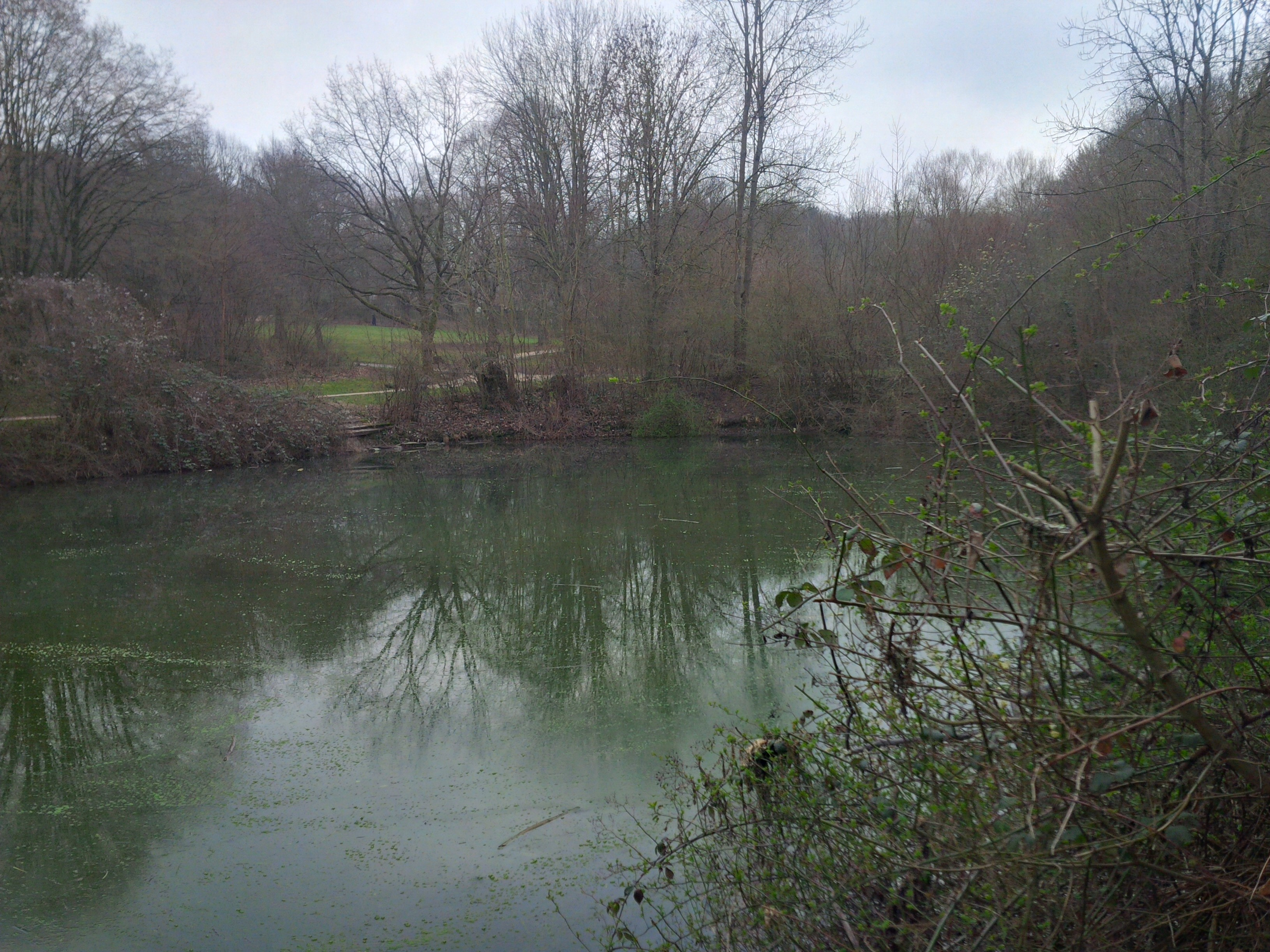
Einer der vom Heilsbach gespeisten und stark eutrophierten Teiche im Derletal
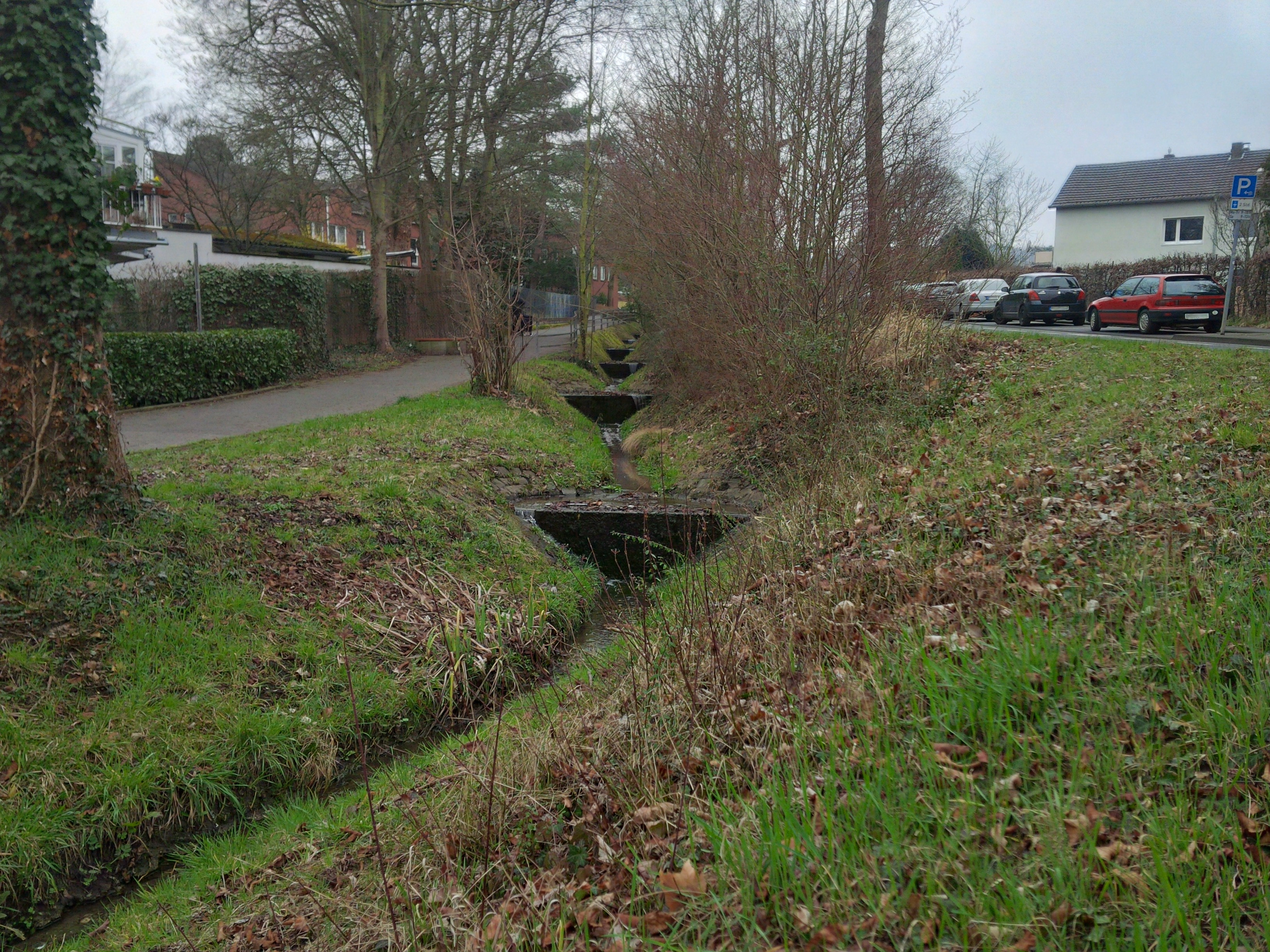
Der Heilsbach längs der Derlestraße im Trapez-Querschnitt